# Zhang Guolao

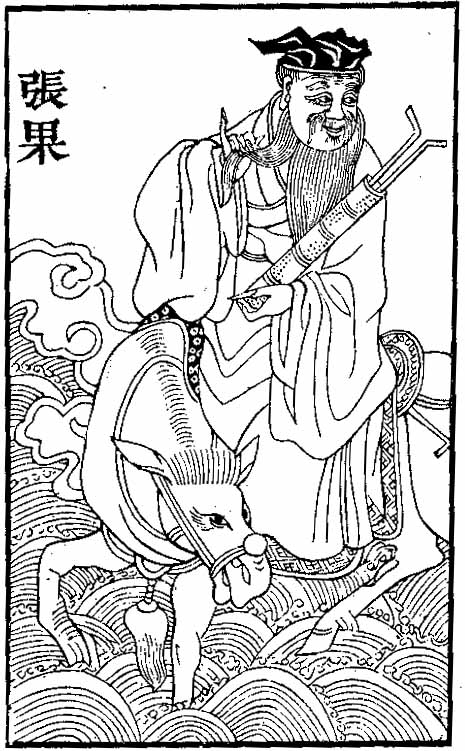
Zhuang Guolao degli Otto Immortali.

Zhang Guolao  (cinese: 張果老; Pinyin: Zhāng Guǒ Lǎo; Wade-Giles: Chang Kuo Lao; giapponese: Chokaro) è uno degli Otto Immortali. È uno dei tre Immortali realmente esistiti; sarebbe vissuto nell'VIII secolo e simboleggia la vecchiaia. L'epiteto Lao posto alla fine del suo nome significa "vecchio".
Zhang Guo era un fangshi (方士 occultista-alchimista)) che viveva da eremita sulle montagne dello Shan Xi durante la Dinastia Tang.           
Declinava regolarmente gli inviti che gli venivano fatti per recarsi a Corte, e morì improvvisamente il giorno in cui alla fine accettò. Tra i poteri magici, aveva quello di diventare invisibile o di bere senza battere ciglio tazze di fortissimi veleni. Era un amante del vino, al punto dal saper creare dei liquori da semplici erbe. Gli altri Immortali bevevano i suoi prodotti, credendo che avessero proprietà curative. Era anche un noto praticante del Taoismo e del Qigong ed era in grado di resistere molti giorni senza cibo, affidandosi al vino da lui stesso creato.

## Rappresentazione
È raffigurato come un vecchio barbuto, dallo sguardo vivace, talvolta con in testa un berretto da letterato, ornato di una piuma di fenice. Porta sempre sulla schiena un bambù cavo da cui escono due bacchette piegate (uno strumento musicale a percussione). Viaggiava su una infaticabile mula bianca, capace di percorrere quotidianamente centinaia di leghe. Zhang è raffigurato sia seduto normalmente sul dorso della mula, sia seduto alla rovescia, voltato dalla parte della coda. Venuta la notte, appiattiva la sua mula come un foglio di carta, la piegava in quattro o in otto parti e la metteva al riparo nella sua borsa o nella scatola per i fazzoletti, che talvolta gli si vede tenere in mano. La mattina sputava sulla carta e la inumidiva, poi restituiva alla mula le sue forme animali naturali. Ed entrambi riprendevano il cammino. Nell'iconografia popolare, come nel caso della cicogna anglosassone, talvolta si vede l'Immortale portare un neonato a giovani donne sposate. Un'altra immagine talvolta lo mostra in piedi su un rospo gigante.